# دهستان کفترک
دهستان کفترک، یکی از دهستان‌های بخش مرکزی شهرستان شیراز در استان فارس ایران است.

## جمعیت
براساس سرشماری عمومی نفوس و مسکن در سال ۱۳۹۵، جمعیت دهستان کفترک برابر با ۱۴،۴۸۵ نفر بوده‌است.